# Bengt Magnus Bolméer

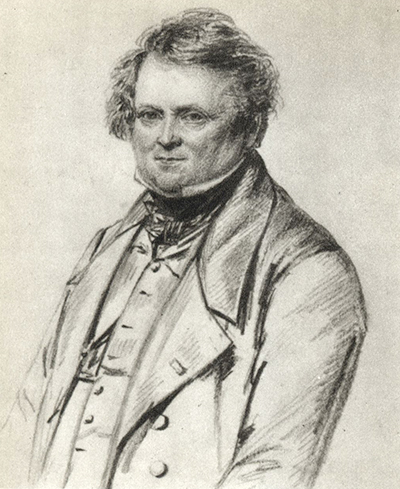
Bengt Magnus Bolméer. Teckning av Maria Röhl 1841.

Bengt Magnus Bolméer, född 16 januari 1785 i Vittaryds församling, Kronobergs län, död 11 januari 1849 i Lunds stadsförsamling, Malmöhus län, var en svensk universitetslärare och orientalist.
Bolméer, som var docent i historia vid Lunds universitet, tillhörde universitetets mera livfulla krafter på det humanistiska området och förestod tidtals lärostolarna i estetik och historia, fram till dess att han 1824 tämligen överraskande befordrades till professor i österländska språk, ett ämne han dittills inte ägnat sig så mycket åt.
Han spelade en inte obetydlig roll som värd i "Härbärget", den krets, som samlade sig kring Tegnér och en del andra av universitetets friska viljor. Bolméer var universitetets representant vid flera riksdagar i prästeståndet, trots att hans val motverkades av den thomanderska gruppen.